# Tower Records (platenlabel)
Tower Records was van 1964 tot 1970 een Amerikaans platenlabel. Het was een sublabel van Capitol Records en het verzorgde de uitgaven van de minder bekende artiesten en bands van dat label.
Het platenlabel heeft niets te maken met de gelijknamige winkelketen die in de VS en Groot-Brittannië enkele megastores exploiteerde.

## Artiesten en muziekgroepen
Tower Records gaf onder meer platen uit van de volgende artiesten en muziekgroepen:
- Laurindo Almeida
- The Chocolate Watch Band
- The E-Types
- Annette Funicello
- Brother Dave Gardner
- The Green Beans
- Susan Hart
- Heinz (Heinz Burt van The Tornados)

- Jake Holmes
- Dean Martin
- Darlene McCrea (van The Cookies)
- Harry Nilsson
- Pink Floyd
- Teddy & the Pandas
- The Standells
- Justin Wilson